# 下江康輔
下江 康輔（しもえ こうすけ、2001年5月23日 - ）は、ジャパンラグビーリーグワンのNECグリーンロケッツ東葛に所属しているラグビー選手。

## 経歴
2020年4月、東海大学に入学。
2023年7月、4年時に関東大学ラグビーオールスターゲームに出場。
2024年12月、5年時に大学選手権出場。
2025年3月、東海大学を卒業。
2025年7月、ジャパンラグビーリーグワンのNECグリーンロケッツ東葛に加入。